# عبد الوهاب مطاوع
محمد عبد الوهاب مطاوع الشهير بعبد الوهاب مطاوع (11 نوفمبر 1940 - 6 أغسطس 2004) كاتب صحفي مصري، عمل في الأهرام قبل تخرجه من الجامعة وبعده مباشرةً، تدرج في المراكز الصحفية حتى شغل منصب مدير التحرير في جريدة الأهرام المصرية ورئيس تحرير مجلة الشباب. أشرف على باب بريد الأهرام اليومي وباب بريد الجمعة الأسبوعي بجريدة الأهرام منذ عام 1982 وحتى وفاته.
لقب عبد الوهاب مطاوع بلقب «صاحب القلم الرحيم»، حيث كان يتصدى شخصيًا ومن خلال مكتبه وطاقمه المعاون لمساعدة الناس وحل مشاكلهم سواء كانت مادية أو اجتماعية أو صحية.
كان عبد الوهاب مطاوع يستخدم أسلوبًا أدبيًا راقيًا في الرد على الرسائل التي يختارها للنشر من آلاف الرسائل التي تصله أسبوعيًا، فكان أسلوبه يجمع بين العقل والمنطق والحكمة، ويسوق في سبيل ذلك الأمثال والحكم والأقوال المأثورة، وكان يتميز برجاحة العقل وترجيح كفة الأبناء وإعلاء قيم الأسرة فوق كل شيء أخر.
حرر باب بريد الجمعة لما يقرب من ربع قرن من الزمان، وفي عهده انتشر بابه الأسبوعي وأصبح من أسباب زيادة التوزيع لعدد الجمعة.أهم ما كان يميز شخصيته هو جديته في العمل، وتواضعه مع من حوله والدقة في التعامل مع مشاكل وتبرعات القراء. صدر له 52 كتابًا، يتضمن بعضها نماذج مختارة من قصص بريد الجمعة الإنسانية وردوده عليها، ويتضمن البعض الأخر قصصًا قصيرة وصورًا أدبية ومقالات في أدب الرحلات.

## البدايات والحياة الشخصية
وُلد عبد الوهاب مطاوع في 11 نوفمبر (كانون الثاني) عام 1940 بمدينة دسوق التابعة لمحافظة كفر الشيخ، وقضى فيها مراحل تعليمه الأولي، ثم انتقل إلى القاهرة ليلتحق بكلية الآداب جامعة القاهرة حيث تخرج من قسم الصحافة عام 1961. عمل في بداياته ناقدًا رياضيًا في الأهرام ؛ ففي الستينيات كتب سلسلة من التحقيقات الرياضية في ملحق الأهرام الرياضي بعنوان «شخصية الملاعب»، وكان يوقعها بتوقيع «رياضي»، ولم يوقعها باسمه الصريح إلا متأخرًا بعدما أوشك تقريبًا على التوقف عن كتابتها، ونالت سلسلة التحقيقات تلك اهتمام القراء؛ ولعل السبب في ذلك -و على حد تعبير مطاوع نفسه في مقال بعنوان مظبوط كتير !- «فإنني لا أجد سببًا لذلك سوى أني قد استخدمت فيها منهجًا كان جديدًا وقتها، هو محاولة التعمق في فهم شخصية اللاعب الذي أكتب عنه ودراسة ظروف حياته ونشأته لفترة طويلة قد تستغرق شهرًا كاملاً، ثم محاولة تحليل شحصيته بعد ذلك باستخدام منهج التحليل النفسي الذي أولعت به منذ شبابي؛ بسبب قراءتي المبكرة لكتب عالم النفس النمساوي سيجموند فرويد..».
تزوج عبد الوهاب مطاوع وانجب ابن وابنة هما (كريم وريم). كان مطاوع صديقًا مقربًا للكاتب أحمد بهجت وأخرون مثل الدكتور محمود عمارة وسامي متولي وصلاح منتصر وعزت السعدني ونجيب المستكاوي.
سافر عبد الوهاب مطاوع إلى بريطانيا في ابريل (نيسان) عام 1977 م، وأقام في بيت للطلبة بقرية صغيرة بالقرب من مدينة كارديف عاصمة مقاطعة ويلز البريطانية للالتحاق بدورة دراسية عن الصحافة بمعهد طومسون البريطاني للصحافة، وسجل تلك الفترة من حياته في كتابه يوميات طالب بعثة الذي صدرت طبعته الأولى عام 1987. كما سافر إلى أمريكا وفنلندا والعديد من دول العالم.

## إبداعه الأدبي
تصنف كتابات عبد الوهاب مطاوع خاصةً ردوده في بريد الجمعة على أنها لون من ألوان أدب الرسائل، وهو أحد ألوان الأدب العربي التي كادت تندثر لولا جهود أدباء مخلصين لهذا اللون من الأدب وعلى رأسهم عبد الوهاب مطاوع. لعبد الوهاب مطاوع ثلاث مجموعات قصصية وله إسهامات ملحوظة كذلك في أدب الرحلات، ومن أهم كتبه في هذا الباب سائح في دنيا الله (حول العالم في 30 سنة) وكتاب قدمت أعذاري ويوميات طالب بعثة.

## المناصب التي شغلها
بعد ذلك ترقى عبد الوهاب مطاوع في جريدة الأهرام حتى أصبح سكرتيرًا للتحرير عام 1982 ، ثم نائبًا لرئيس التحرير عام 1984 ، ومديرًا للتحرير والدسك المركزي بالجريدة، وكذلك رئيسًا لتحرير مجلة الشباب التي تصدرها جريدة الأهرام فاستطاع أن يدير الدفة بها تمامًا لتتحول على يديه من مجلة علمية جامدة ومتخصصة إلى مجلة شبابية إنسانية شاملة فارتفع توزيع المجلة من ألفي نسخة شهريًا إلى مائة وستين ألف نسخة.
وكان عبد الوهاب مطاوع عضوًا بمجلس إدارة الأهرام، وعضو مجلس قسم الصحافة بكلية الإعلام جامعة القاهرة كأستاذ غير متفرغ من الخارج.

## باب بريد الجمعة
تسلم باب بريد الجمعة الأسبوعي من الصحفي محمد زايد عام 1982، وبدأت رحلته مع الباب طوال 22 عامًا.
حاز الباب على شهرة واسعة في حل المشكلات الإنسانية التي كانت تجذب القراء في عدد الجمعة. ونُشرت به بعض أغرب القصص الإنسانية والمشاكل الشخصية والأسرية التي استفاد الناس من ردود عبد الوهاب مطاوع عليها، والتي كان يطعمها باقوال الحكماء والأنبياء وكبار الكتاب والفلاسفة، وكان لا يقسو على صاحب المشكلة في الرد مهما كان حجم ما اقترفه من ذنب، بل كان يسعى دائمًا لمساعدة صاحب المشكلة، وكان يستقبلهم أحيانًا في مكتبه، أو يوجههم لمن باستطاعته مساعدتهم على حل مشكلاتهم.
كما كان يحرص على أن توجه التبرعات التي تأتي إلى بريد الأهرام حسب رغبة المتبرع وتدينه.

## مؤلفاته
صدر لعبد الوهاب مطاوع 52 كتابًا يتضمن بعضها نماذج مختارة من قصص بريد الجمعة الإنسانية وردوده عليها، ويتضمن البعض الأخر قصصًا قصيرة وصورًا أدبية ومقالات في أدب الرحلات. تتولى حاليًا الدار المصرية اللبنانية نشر مؤلفاته.
- أصدقاء على الورق (قصص إنسانية) صدرت الطبعة الأولى عام 1986 م
- يوميات طالب بعثة (أدب رحلات) صدرت الطبعة الأولى عام 1987 م
- هتاف المعذبين (قصص إنسانية)صدرت الطبعة الأولي عام 1988 م
- صديقي لا تأكل نفسك (مقالات وصور أدبية) صدرت الطبعة الأولى عام 1990 م
- نهر الحياة (قصص إنسانية) صدرت الطبعة الأولى عام 1990 م
- صديقي ما أعظمك (مقالات وصور أدبية) صدرت الطبعة الأولى عام 1991 م
- العصافير الخرساء (قصص إنسانية) صدرت الطبعة الأولى عام 1991 م
- دموع صامتة (قصص إنسانية) صدرت الطبعة الأولي عام 1991 م
- العيون الحمراء (قصص إنسانية) صدرت الطبعة الأولي عام 1992 م
- اندهش ياصديقي (مقالات وصور أدبية) صدرت الطبعة الأولي عام 1992 م
- افتح قلبك (مقالات وصور أدبية) صدرت الطبعة الأولى عام 1992 م
- أرجوك لا تفهمني (قصص إنسانية) صدرت الطبعة الأولى عام 1993 م
- رسائل محترقة (قصص إنسانية) صدرت الطبعة الأولى عام 1993 م
- أزواج وزوجات (قصص إنسانية) صدرت الطبعة الأولى عام 1993 م
- وقت للسعادة و وقت للبكاء (مقالات وصور أدبية) صدرت الطبعة الأولى عام 1993 م
- شركاء في الحياة (قصص إنسانية) صدرت الطبعة الأولى عام 1993 م
- أماكن في القلب (قصص إنسانية رومانسية) صدرت الطبعة الأولى عام 1994 م
- لا تنسى (قصص رومانسية) صدرت الطبعة الأولى عام 1995 م
- نهر الدموع (قصص إنسانية) صدرت الطبعة الأولى عام 1995 م
- أعط الصباح فرصة ! (مقالات وصور أدبية) صدرت الطبعة الأولى عام 1995 م
- عاشوا في خيالي (مقالات وصور أدبية)
- طائر الأحزان (قصص إنسانية) صدرت الطبعة الأولى عام 1996 م
- وحدي مع الأخرين (مقالات وصور أدبية) صدرت الطبعة الأولى عام 1996 م
- خاتم في إصبع القلب (مقالات وصور أدبية) صدرت الطبعة الأولى عام 1996 م
- سائح في دنيا الله .. حول العالم في 30 عاما (أدب رحلات) صدرت الطبعة الأولى عام 1996 م
- أيام السعادة والشقاء (قصص إنسانية) صدرت الطبعة الأولي عام 1999 م
- حصاد الصبر (قصص إنسانية) صدرت الطبعة الأولي عام 2001 م
- صوت من السماء (قصص إنسانية) صدرت الطبعة الأولي عام 2001 م
- أرض الأحزان (قصص إنسانية) صدرت الطبعة الأولي عام 2006 م
- نافذة علي الجحيم (قصص إنسانية) صدرت الطبعة الأولي عام 2006 م
- بعد مغيب القمر (قصص إنسانية) صدرت الطبعة الأولي عام 2006 م
- فتاة من قاع المدينة (قصص إنسانية) صدرت الطبعة الأولي عام 2006 م
- الزهرة المفقودة
- من المفكرة الزرقاء
- الأرض المحترقة

## الجوائز التقديرية
حصل عبد الوهاب مطاوع على جائزة مؤسسة علي أمين و مصطفى أمين عام 1992 كأحسن كاتب صحفي يكتب في المسائل الإنسانية.

## وفاته
توفي صباح الجمعة 6 أغسطس 2004 عن عمر يناهز 63 عامًا بسبب مضاعفات فشل كلوي ومتاعب بالقلب ، ودفن في مسقط رأسه دسوق. نعاه صديقه أحمد بهجت قائلاً: «مات وتراب الطريق على قدميه» في إشارة منه إلى كد عبد الوهاب مطاوع وتفانيه في العمل حتى أخر لحظة من عمره.

## مواضيع متعلقة
- جريدة الأهرام
- بريد الجمعة
- بريد الأهرام
- مجلة الشباب

## وصلات خارجية
- عبد الوهاب مطاوع من موقع الجزيرة
- عبد الوهاب مطاوع من موقع الصباح
- عبد الوهاب مطاوع من موقع مصر العربية
- الصفحة الرسمية لمحبي الأستاذ عبد الوهاب مطاوع على الفيس بوك

1. ↑  http://digital.ahram.org.eg/articles.aspx?Serial=600117&eid=2322 نسخة محفوظة 2014-07-14 على موقع واي باك مشين.